# Musikåret 2014

## Händelser
Januari
- 1 januari – Wienerfilharmonikerna ger sin årliga nyårskonsert vid Musikverein; Daniel Barenboim drigerar ett program med Josef Strausss "Friedenspalmen" till 100-årsminnet av första världskrigets utbrott.[1]
- 6 januari – Thomas Allen tilldelas brittiska drottningens medalj för musik 2013.[2]
- 10 januari – Basisten Dan Lilker (Nuclear Assault, Brutal Truth, Anthrax) meddelar att han skall sluta som heltidsmusiker på sin 50-årsdag den 18 oktober 2014 med det splittras Brutal Truth.[3][4]
- 13 januari – Testament meddelar att basisten Greg Christian lämnat bandet, och Steve DiGiorgio ersätter.[5]
- 21-23 januari - Kraftwerk uppträder på Cirkus, Stockholm.[6]
- 26 januari – Den 56:e Grammygalan hålls i Staples Center i Los Angeles.[7]

Februari
- 12 februari – Marky Edelmann (Marquis Marky) meddelar att han lämnar Coroner i slutet av februari 2014.[8]
- 18 februari – Florida Georgia Line ställer in en spelning vid Country Radio Broadcasters efter att bandmedlemmen Tyler Hubbard skadats i en motorcykelolycka.[9]
- 19 februari - Brit Awards-ceremonin hålls i O2 Arena i London.[10]
- 26 februari – SR Sjuhärad avslöjar att ett bidrag som tävlat i Melodifestivalen har fått röster genererat av en dator.[11]
- 28 februari & 1 mars - Avicii uppträder på Globen, Stockholm.[12]

Mars

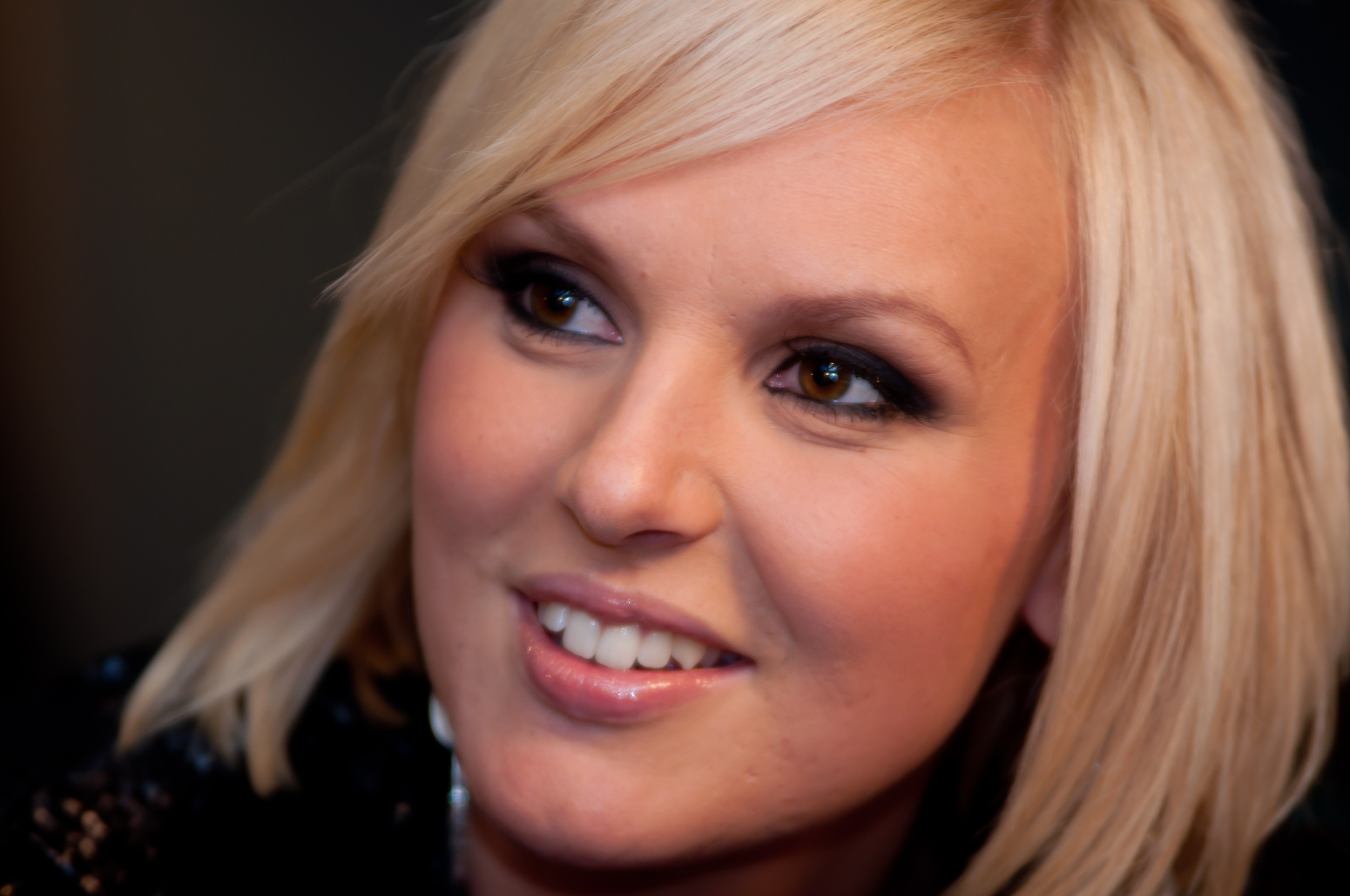
Framförde vinnarbidraget i Melodifestivalen 2014.

- 8 mars – Låten Undo framförd av Sanna Nielsen vinner Melodifestivalen 2014.[13]

April
Maj

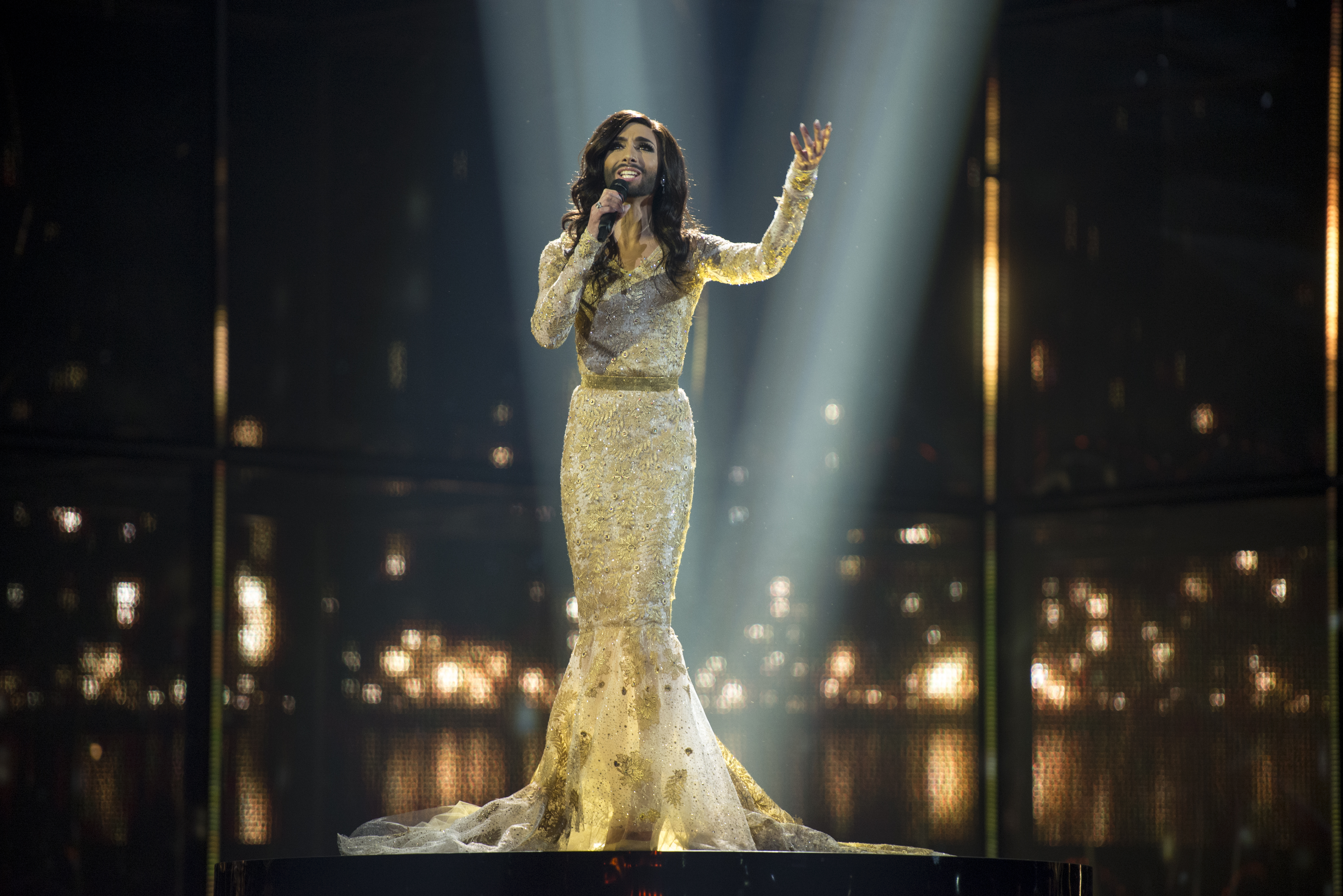
Österrikisk seger i Eurovision Song Contest 2014.

- 10 maj – Låten Rise Like a Phoenix framförd av Conchita Wurst vinner Eurovision Song Contest 2014 i Köpenhamn, Danmark.[14][15]
- 10 maj - Justin Timberlake uppträder på Tele2 Arena, Stockholm.[16]
- 30 maj – Endagsfestivalen Sthlm Fields genomförs på Gärdet, Stockholm med över 50 000 besökare. Medverkande artister är bl.a. Metallica, Slayer, Danzig, Mastodon och Ghost.[17]
- 30 maj - Miley Cyrus uppträder på Globen, Stockholm.[18]

Juni
- 7 juni - George Strait uppträder på AT&T Stadium, Arlington i Texas i USA och sätter publikrekord för en nordamerikansk inomhuskonsert (105 000).[19]
- 7 juni - Håkan Hellström uppträder på Ullevi, Göteborg och sätter publikrekord (69 349 åskådare).[20]
- 11 juni - Tom Jones uppträder på Gröna Lund, Stockholm.
- 13 juni - Arcade Fire uppträder på Gröna Lund, Stockholm.[21]
- 13-14 juni - One Direction uppträder på Friends Arena, Stockholm.[22]
- 16 juni - ZZ Top uppträder på Gröna Lund, Stockholm.[23]
- 28 juni - Pearl Jam uppträder på Friends Arena, Stockholm.[24]

Juli
- 1 juli – The Rolling Stones uppträder på Tele2 Arena, Stockholm.[25]

Augusti
- 9 augusti - Teddybears uppträder i tv-programmet Sommarkrysset och kuppar sändningen med att bära t-shirts med budskapet "SD=Rasister".[26] Utspelet får stor kritik men också mycket hyllning.[27] I september skulle sedan Vänsterpolitikern Rossanna Dinamarca bära t-shirten i riksdagen.[28]

September
November
- 13 november - Det 12.e  ”VM i Karaoke /KWC” inleds,[29] Solidaritet Arena Stockholm med 70 deltagare från 26 nationer, till 15.e nov, vinnare herrar Anthony Montius Magee USA, damer Diana Villamonte, Panama.

December
- 5 december – Lisa Ajax vinner Idol 2014 med 51% av rösterna.[30]
- 8–14 december – Musikhjälpen 2014 genomförs i Uppsala och samlar in 30 489 975 kr.[31]

## Priser och utmärkelser
- 18 januari: P3 Guld[32]
- 20 januari: Guldbaggegalan (Bästa originalmusik) - Matti Bye[33]
- 30 januari: Spelmannen – Malena Ernman[34]
- 31 januari: Litteris et Artibus - Pers Anna Larsson, Staffan Mårtensson[35]
- 7 februari: Manifestgalan[36]
- 13 februari: Schockpriset – Herbert Blomstedt[37]
- 19 februari: Grammisgalan[38]
- 3 mars: Lars Gullin-priset – Lina Nyberg[39]
- 18 mars: Musikexportpriset – Max Martin[40]
- 22 mars: Ceciliapriset – Gunnel Nilsson[41]
- 28 mars: Alice Babs Jazzstipendium – Lisa Bodelius[42]
- 9 april: Birgit Nilsson-priset – Wienerfilharmonikerna[43]
- 27 april: Jenny Lind-stipendiet – Christina Nilsson[44]
- 2 maj: Lunds Studentsångförenings solistpris – Per Tengstrand
- 12 maj: Birgit Nilsson-stipendiet – Magdalena Risberg[45]
- 14 maj: Ulla Billquist-stipendiet – Edda Magnason[46]
- 12 juni: Denniz Pop Awards – Avicii[47]
- 16 juni: Rosenbergpriset – Lise-Lotte Norélius
- 26 juni: Jazzkatten[48]
- 26 juni: Ted Gärdestadstipendiet – Isabella Sohlberg[49]
- 22 juli: Evert Taube-stipendiet - Stefan Sundström[50]
- 9 augusti: Cornelis Vreeswijk-stipendiet – Marie Bergman[51]
- 16 augusti: Svenska Dagbladets operapris – Patrik Ringborg[52]
- 26 augusti: Polarpriset – Chuck Berry och Peter Sellars[53]
- 10 september: Monica Zetterlund-stipendiet – Göran Lindberg och Leo Lindberg[54]
- 20 september: Jussi Björlingstipendiet – Anders J. Dahlin och Maria Keohane[55]
- 28 september: Nils Ferlin-Sällskapets trubadurpris – Pierre Ström[56]
- 3 oktober: Årets barn- och ungdomskörledare – Petter Ekberg
- 6 oktober: Årets körledare – Mats Nilsson
- 14 oktober: Göran Lagervalls Musikstipendium – Lars Ohlsson
- 14 oktober: Platinagitarren – Avicii[57]
- 15 oktober: Stora Christ Johnson-priset – Tommie Haglund för Flaminis Aura för cello och orkester[58]
- 23 oktober: Kungliga Musikaliska Akademiens Jazzpris – Jonas Kullhammar[59]
- 29 oktober: Nordiska rådets musikpris – Simon Steen-Andersen, Danmark, för verket Black Box Music[60]
- 30 oktober: Carin Malmlöf-Forsslings Pris – Malin Bång[61]
- 6 november: Kungliga Musikaliska Akademiens Interpretpris – Stråktrion ZilliacusPerssonRaitinen[62]
- 18 november: Tidskriften Operas Operapris – Daniel Frank
- 25 november: Medaljen för tonkonstens främjande – Kalle Almlöf, Gunnel Fagius, Åke Holmquist och Clas Pehrsson

## Årets album

### A – G
- AC/DC - Rock or Bust[63]
- Aphex Twin – Syro[64]
- Damon Albarn - Everyday Robots[65]
- Mattias Alkberg - Södra Sverige[66]
- Lily Allen - Sheezus[67]
- Iggy Azalea - The New Classic[68]
- Beck - Morning Phase[69]
- Blandande artister – För kärlekens skull – Svenska artister hyllar Ted Gärdestad[70]
- Mary J. Blige – The London Sessions[71]
- The Brian Jonestown Massacre - Revelation[72]
- Broncho - Just Enough Hip To Be Women[73]
- Neneh Cherry - Blank Project[74]
- Chromeo - White Women
- Leonard Cohen - Popular Problems[75]
- Coldplay - Ghost Stories[76]
- David Crosby - Croz[77]
- Cymbals Eat Guitars - Lose[78]
- D'Angelo - Black Messiah[79]
- Dani M – Min grind[80]
- Lana Del Ray - Ultraviolence[81]
- Den Svenska Björnstammen - I förhållande till[82]
- Die Antwoord - Donker Mag[83]
- Lisa Ekdahl – Look to Your Own Heart[84]
- Beatrice Eli - Die Another Day[85]
- First Aid Kit – Stay Gold[86]
- Foo Fighters - Sonic Highways[87]
- Foxygen - ...And Star Power
- Franska Trion - Vad gudarna givit oss[88]
- Future Islands - Singles[89]
- Goat – Commune[90]
- Ariana Grande - My Everything[91]
- Nanne Grönvall – Drama Queen

### H – R
- Hello Saferide - The Fox, The Hunter and Hello Saferide[92]
- Louise Hoffsten – Bringing Out the Elvis[93]
- Maritza Horn – Just Like Greta[94]
- The Horrors - Luminous[95]
- Hurula - Vi är människorna våra föräldrar varnade oss för[96]
- In Flames – Siren Charms[97]
- Ison & Fille - Länge leve vi[98]
- Sofia Karlsson – Regnet faller utan oss[99]
- Kent - Tigerdrottningen[100]
- Markus Krunegård - Rastlöst blod[101]
- Lady Gaga & Tony Bennett – Cheek to Cheek
- Larz-Kristerz – 40 mil från Stureplan[102]
- Les Big Byrd - They Worshiped Cats[103]
- Jenny Lewis - The Voyager
- Lykke Li - I Never Learn[104]
- Little Dragon - Nebula Rubberband[105]
- Little Jinder - Little Jinder[106]
- Lorentz - Kärlekslåtar[107]
- Edda Magnason – Woman Travels Alone[108]
- Mapei - Hey Hey[109]
- Maroon 5 - V[110]
- Metronomy - Love Letters[111]
- Kylie Minogue - Kiss Me Once[112]
- Morrissey - World Peace Is None of Your Business[113]
- Opeth - Pale Communion[114]
- Parken – Tidigt en maj[115]
- Pixies - Indie Cindy[116]
- Prince - PLECTRUMELECTRUM[117]
- Real Estate - Atlas[118]
- Rebecca & Fiona - Beauty Is Pain[119]

### S – Ö
- She & Him - Classics[120]
- Ed Sheeran - x[121]
- Sia - 1000 Forms of Fear[122]
- Slangbella - Kött och blod[123]
- Bruce Springsteen - High Hopes[124]
- St. Vincent - St. Vincent[125]
- Sven-Bertil Taube – Hommage[126]
- Taylor Swift - 1989[127]
- Timbuktu - För Livet Till Döden[128]
- Tove Lo – Queen of the Clouds[129]
- Todd Terje - It's Album Time[130]
- Tom Petty and the Heartbreakers - Hypnotic Eye[131]
- Triakel – Thyra[132]
- TV on the Radio - Seeds[133]
- U2 - Songs of Innocence [134]
- The War on Drugs - Lost in the Dream[135]
- Jack White - Lazaretto[136]
- Pharrell Williams - G I R L[137]
- Wild Beasts - Present Tense[138]
- Wolfmother - New Crown
- "Weird Al" Yankovic - Mandatory Fun[139]
- Thom Yorke - Tomorrow's Modern Boxes[140]

## Årets singlar och hitlåtar
- Ace Wilder – Busy Doin' Nothin'[141]
- Albin feat. Kristin Amparo – Din soldat
- Amason - Ålen
- Avicii – The Days
- Becky G – Shower
- Beyoncé – 7/11
- Aloe Blacc – The man
- Milky Chance – Stolen Dance
- Die Antwoord - Pitbull Terrier
- Echosmith – Cool Kids
- Faith No More – Motherfucker
- Future Islands - Seasons (Waiting on You)
- G.R.L – Ugly Heart
- Ariana Grande feat. Iggy Azaela – Problem & Break Free
- David Guetta – Dangerous
- Calvin Harris – Summer, Blame, Outside
- Hozier – Take Me to Church
- Vance Joy – Riptide
- Zara Larsson – Carry you home & Rooftop
- John Legend – All of me
- Les Big Byrd - Vi Borde Prata Men Det Är För Sent
- MAGIC! – Rude & Let Your Hair Down
- Maroon 5 – Animals
- Mr Probz – Waves (Robin Schulz Remix)[142]
- O.T. Genasis - CoCo
- Olly Murs – Wrapped Upp
- Omi – Cheerleader
- Pitbull – Fireball
- Robin Schultz feat. Jasmine Thompson – Sun Goes Down
- The Script – Superheroes
- Seinabo Sey – Younger
- Ed Sheeran – Thinking Out Loud
- Sia – Chandelier
- Sam Smith – Stay with me
- Taylor Swift – Shake it of
- Tegan & Sara feat. The Lonely Island - Everything Is AWESOME!!!
- Meghan Trainor – All About the Bass & Lips Are Moving
- The War on Drugs - Red Eyes
- Pharrell Williams – Happy
- Lilly Wood & The Prick feat. Robin Schultz – Prayer in C

## Största singlar och hitlåtar i andra länder
| Land           | låt                               | Artist                                                             | Huvudtabell                                     | Tid                                                               |
| -------------- | --------------------------------- | ------------------------------------------------------------------ | ----------------------------------------------- | ----------------------------------------------------------------- |
| Australien     | "Que Sera"                        | Justice Crew                                                       | ARIA                                            | 12 maj–7 juli (9 veckor)                                          |
| Österrike      | "All About That Bass"             | Meghan Trainor                                                     | Hitradio Ö3                                     | 3 oktober–7 november (6 veckor)                                   |
| Belgien        | "Take Me to Church"               | Hozier                                                             | Ultratop                                        | 13 september–15 november (10 veckor)                              |
| Danmark        | "Mama Said"                       | Lukas Graham                                                       | Tracklisten                                     | 4 juli–9 augusti (6 veckor)                                       |
| Finland        | "Bad"                             | David Guetta & Showek feat. Vassy                                  | Suomen virallinen lista                         |                                                                   |
| Frankrike      | "Happy"                           | Pharrell Williams                                                  | SNEP                                            | 5 januari–4 maj (18 veckor)                                       |
| Tyskland       | "Lovers on the Sun"               | David Guetta featuring Sam Martin                                  | GfK Entertainment                               | 15 augusti–26 september (7 veckor)                                |
| Irland         | "Happy"                           | Pharrell Williams                                                  | IRMA                                            | 2 januari–13 februari (7 veckor)                                  |
| Ungern         | "Happy"                           | Pharrell Williams                                                  | Single Top 20                                   | 27 januari–24 mars (8 veckor)                                     |
| Italien        | "Bailando"                        | Enrique Iglesias feat. Sean Paul, Gente de Zona och Descemer Bueno | Federazione Industria Musicale Italiana         | 25 augusti – 17 november (13 veckor)                              |
| Nederländerna  | "Rather Be"                       | Clean Bandit feat. Jess Glynne                                     | Dutch Top 40                                    | 8 mars–17 maj (11 veckor)                                         |
| Norge          | "I See Fire"                      | Ed Sheeran                                                         | VG-Lista                                        | 17 januari–7 mars (7 veckor)                                      |
| Polen          | "Prayer in C"                     | Lilly Wood & The Prick och Robin Schulz                            | Polish Airplay Top 40                           | 30 augusti–4 oktober (6 veckor)                                   |
| Spanien        | "Bailando"                        | Enrique Iglesias feat. Sean Paul, Gente de Zona och Descemer Bueno | Productores de Música de España                 | 8 juni–27 juli (8 veckor)                                         |
| Sverige        | "All of me"                       | John Legend                                                        | Sverigetopplistan                               | 2 maj–3 juli (9 veckor)                                           |
| Schweiz        | "Prayer in C"                     | Lilly Wood och The Prick & Robin Schulz                            | Schweizer Hitparade                             | 15 juni–5 oktober (17 veckor)                                     |
| USA            | "Happy"                           | Pharrel Williams                                                   | Billboard Hot 100                               | 8 mars–10 maj (10 veckor)                                         |
| Tjeckien       | "V blbým věku"                    | Xindl x                                                            | Radio Top 100                                   | 12 augusti – 28 oktober (11 veckor)                               |
| Lettland       | "Blame"                           | Calvin Harris & John Newman                                        | European Hit Radio Latvijas Top 40 Nr. 1 (2014) | 3–31 oktober (4 veckor)                                           |
| Luxemburg      | "Wrapped Up"                      | Olly Murs feat. Travie McCoy                                       | Eldo Luxembourg Charts                          | 30 november–21 december (3 veckor)                                |
| Rumänien       | "Bailando"                        | Enrique Iglesias feat. Sean Paul, Gente de Zona och Descemer Bueno | Romanian Chart – Top 40                         | 11 augusti–15 september (5 veckor)                                |
| Albanien       | "Break free"                      | Ariana Grande                                                      | Muzika Shiqiptare                               | december 2014                                                     |
| Storbritannien | "Rather Be"/"All About That Bass" | Clean Bandit feat Jess Glynne/Meghan Trainor                       | Brittish Music Charts                           | 1 februari–1 mars (4 veckor) / 11 oktober – 1 november (4 veckor) |

## Sverigetopplistan2014
| Datum                  | Låttitel                        | Artist/grupp                            | Bakgrund       |
| ---------------------- | ------------------------------- | --------------------------------------- | -------------- |
| 6 december 2013 (6v)   | Timber                          | Pitbull feat. Ke$ha                     | USA            |
| 17 januari 2014 (7v)   | I See Fire                      | Ed Sheeran                              | Storbritannien |
| 7 mars 2014 (4v)       | Busy Doin' Nothin'              | Ace Wilder                              | Sverige        |
| 4 april 2014 (1v)      | Rather Be                       | Clean Bandit feat. Jess Glynne          | Storbritannien |
| 11 april 2014 (3v)     | Waves (Robin Schulz Remix)      | Mr Probz                                | Nederländerna  |
| 2 maj 2014 (9v)        | All of Me                       | John Legend                             | USA            |
| 3 juli 2014 (4v)       | Din soldat                      | Albin feat. Kristin Amparo              | Sverige        |
| 31 juli 2014 (5v)      | Prayer in C                     | Lilly Wood & the Prick och Robin Schulz | Tyskland       |
| 4 september 2014 (3v)  | I'm an Albatraoz                | AronChupa                               | Sverige        |
| 25 september 2014 (3v) | Blame                           | Calvin Harris feat. John Newman         | Storbritannien |
| 16 oktober 2014 (3v)   | The Days                        | Avicii                                  | Sverige        |
| 6 november 2014 (7v)   | Cheerleader (Felix Jaehn Remix) | Omi                                     | Jamaica        |

## Jazz
- John Coltrane – Offering: Live at Temple University[143]
- Chick Corea – Trilogy
- Paul Bley – Play Blue
- Rigmor Gustafsson – When You Make Me Smile[144]
- Jose James – While You Were Sleeping
- Keith Jarrett & Charlie Haden – Last Dance[145]
- Lindha Kallerdahl – Gold Quintet Solo[146]
- Jacob Karlzon – Shine[147]
- Jonas Kullhammar – Gentlemen[148]
- Isabella Lundgren – Somehow Life Got in the Way[149]
- Jan Lundgren Trio – Flowers of Sendai[150]
- Lina Nyberg – The Sirenades[151]
- Pat Metheny Unity Group – KIN (←→)[152]
- Anders Widmark – Horses on the Run[153]
- Mats Öberg – Improvisational two.five[154]

## Klassisk musik
- Pierre-Laurent Aimard – Bach: The Well-Tempered Clavier
- Nicola Benedetti – Homecoming
- Ludovico Einaudi – Islands
- Benjamin Grosvenor – Dances
- Craig Ogden – Summer Guitar
- Emmanuel Pahud, Christian Rivet – Around the World

## Avlidna

### Januari
- 1 januari
  - Herman Pieter de Boer, 85, nederländsk författare, sångtextförfattare och journalist.[155]
  - Pierre Cullaz, 78, fransk jazzgitarrist och cellist.[156]
  - Tabby Thomas, 84, amerikansk bluesmusiker.[157]
- 2 januari
  - Thomas Kurzhals, 60, tysk kompositör och musiker (Stern-Combo Meißen, Karat).[158]
  - Jay Traynor, 70, amerikansk sångare i Jay and the Americans.[159]
- 3 januari - Phil Everly, 74, amerikansk musiker och kompositör i The Everly Brothers.[160]
- 10 januari - Billy Gezon, 67, svensk sångare.[161]
- 18 januari – Fergie Frederiksen, 62, amerikansk sångare i Toto.[162]
- 20 januari - Claudio Abbado, 80, italiensk dirigent.[163]
- 27 januari – Pete Seeger, 94, amerikansk folksångare, låtskrivare och musiker.[164]

### Februari
- 11 februari – Alice Babs, 90, svensk sångare och skådespelare.[165]
- 23 februari - Alice Herz-Sommer, 110, tjeckiskfödd pianist.[166]
- 25 februari - Paco de Lucía, 66, spansk flamencogitarrist, kompositör och skivproducent.[167]

### Mars
- 15 mars - Scott Asheton, 64, amerikansk trumslagare i The Stooges.[168]
- 31 mars - Frankie Knuckles, 59, amerikansk DJ och skivproducent.[169]

### April
- 11 april – Jesse Winchester, 69, amerikansk musiker.[170]
- 17 april - Cheo Feliciano, 78, puertoricansk sångare och kompositör.[171]

### Maj
- 6 maj - Thory Bernhards, 93, svensk schlagerartist.[172]
- 25 maj - Herb Jeffries, 100, amerikansk jazzsångare och skådespelare.[173]
- 25 maj - Tommy Blom, 67 svensk sångare i Tages.[174]
- 28 maj - Mats "Magic" Gunnarsson, 51, svensk saxofonist.[175]

### Juni
- 11 juni - Rafael Frühbeck de Burgos, 80, spansk dirigent och kompositör.[176]
- 13 juni - Sara Widén, 33, svensk operasångerska.[177]
- 13 juni - Berislav Klobučar, 89, kroatisk dirigent.[178]
- 15 juni - Casey Kasem, 82, amerikansk radio- och tv-profil.[179]
- 18 juni - Horace Silver, 85, amerikansk jazzpianist.[180]
- 18 juni - Folke Abenius, 80, svensk operaregissör och operachef.[181]
- 19 juni - Patrik Karlsson, 53, svensk basist i Sven-Ingvars.[182]
- 19 juni - Gerry Goffin, 75, amerikansk låtskrivare.[183]
- 27 juni - Bobby Womack, 70, amerikansk artist.[184]

### Juli
- 11 juli – Tommy Ramone, 62, amerikansk trumslagare, originalmedlem i Ramones.[185]
- 11 juli - Charlie Haden, 76, amerikansk kontrabasist.[186]
- 13 juli - Lorin Maazel, 84, amerikansk dirigent och kompositör.[187]
- 16 juli - Johnny Winter, 70, amerikansk bluesgitarrist.[188]
- 24 juli - Christian Falk, 52, svensk skivproducent och musiker i Imperiet.[189]

### Augusti
- 13 augusti - Frans Brüggen, 79, nederländsk dirigent och blockflöjtist.[190]
- 15 augusti - Licia Albanese, 105, italienskfödd amerikansk operasångerska.[191]
- 18 augusti - Don Pardo, 96, amerikansk radio- och tv-profil.[192]

### September
- 5 september – Simone Battle, 25, amerikansk sångerska i G.R.L. (f.d The Pussycat Dolls).[193]
- 8 september - Magda Olivero, 104, italiensk operasångerska.[194]
- 12 september - Joe Sample, 75, amerikansk jazzpianist.[195]
- 18 september - Kenny Wheeler, 84, kanadensisk jazztrumpetare och kompositör.[196]
- 20 september - Dag Taylor, 51, svensk dansare, sångare och manager.[197]

### Oktober
- 1 oktober – Lynsey de Paul, 66, brittisk låtskrivare och sångare.[198]
- 3 oktober - Ronny Carlsson, 62, svensk musiker.[199]
- 4 oktober - Paul Revere, 76, amerikansk keyboardist i Paul Revere and the Raiders.[200]
- 8 oktober - Mark Bell, 43, brittisk skivproducent och musiker i LFO.[201]
- 11 oktober – Mats Rondin, 54, svensk cellist och dirigent.[202]
- 13 oktober – Greta Erikson, 94, svensk pianist.[203]
- 14 oktober - Isaiah ”Ikey” Owens, 38, amerikansk keyboardist åt Jack White.[204]
- 16 oktober - Tim Hauser, 72, amerikansk jazzsångare i The Manhattan Transfer.[205]
- 19 oktober - John Holt, 67, jamaicansk sångare och låtskrivare.[206]
- 23 oktober - Alvin Stardust, 72, brittisk artist.[207]
- 25 oktober - Jack Bruce, 71, skotsk basist i Cream.[208]
- 31 oktober - Käbi Laretei, 92, estnisk-svensk pianist och författare.[209]

### November
- 2 november - Acker Bilk, 85, brittisk jazzklarinettist.[210]
- 17 november - Jimmy Ruffin, 78, amerikansk sångare.[211]
- 17 november - Jeff Fletcher, 36, brittisk gitarrist i Northern Uproar.[212]
- 21 november - Tristan Björling, 19, svensk artist - deltagare i Idol 2014.[213]
- 26 november - Sabah, 87, libanesisk sångerska och skådespelare.[214]

### December
- 2 december - Bobby Keys, 70, amerikansk saxofonist åt bl.a. The Rolling Stones.[215]
- 3 december - Ian McLagan, 69, brittisk keyboardist i The Small Faces.[216]
- 7 december - Bengt "Polo" Johansson, 85, svensk sångare och programledare.[217]
- 8 december - Knut Nystedt, 99, norsk kompositör.[218]
- 21 december – Udo Jürgens, 80, österrikisk kompositör, pianist och sångare (vinnare av Eurovision Song Contest 1966).[219]
- 22 december - Joe Cocker, 70, brittisk artist.[220]